# Ana Locking
Ana González Rodríguez (Toledo, 26 de agosto de 1970), más conocida como Ana Locking, es una diseñadora de moda, empresaria y fotógrafa española. Medalla de Oro al Mérito en las Bellas Artes (2021). Premio Nacional de Diseño de Moda (2020)

## Trayectoria
Inició sus estudios de moda junto a su madre, quien tenía un taller de confección. Posteriormente estudió Bellas Artes en la Universidad Complutense de Madrid y en la escuela de fotografía EFTI.
En 1996 fundó la firma Locking Shocking, a la que un año más tarde se incorporó su socio creando un tándem que dura 10 años hasta el 2007, fecha de disolución de la firma. Durante esos años ejerció la labor de directora creativa recibiendo por ello el Premio L’Oréal Paris a la mejor colección joven con Verano 2003 y el Grand Prix de la moda Marie Claire como mejor diseñador nacional en 2004.
Tras la creación de su nueva firma en 2008, y con su colección de debut “REENTRY” invierno 08-09, recibió en febrero de 2008 el premio L’Oréal Paris a la mejor colección de Pasarela Cibeles Madrid. En septiembre de 2009 presentó su colección primavera-verano 2010 en la Biblioteca Pública de Nueva York dentro de la NY Fashion Week junto a sus compañeros del proyecto 4Eyes.
En noviembre de 2009 fue galardonada por la revista Cosmopolitan como mejor diseñadora del año. Es reconocida por la calidad de sus creaciones, su metódico sistema de trabajo y su presencia en todo el proceso de cada una de las piezas que diseña, con un estilo joven y actual.
El Museo del Traje de Madrid, que forma de la red de museos estatales de España y es el específico sobre historia de los tejidos, el diseño y la moda, cuenta con piezas de la diseñadora desde 2009.
Su obra se ha expuesto en diferentes museos e instituciones culturales, como en el Museo Nacional Centro de Arte Reina Sofía, Museo de Arte Contemporáneo de Castilla y León, Museo de Arte Contemporáneo de Barcelona, Instituto Valenciano de Arte Moderno, DA2 Domus Artium 2002, Museo del traje, Casa de América, La casa encendida de Madrid, Canal de Isabel II de Madrid, Instituto de la Juventud, Galería La Fábrica de Madrid.
Desde el año 2011 es profesora en el Centro Superior de Diseño de Moda de Madrid (CSDMM) de la Universidad Politécnica de Madrid (UPM).
En 2018 diseñó un vestido de cena de gala para la Reina Letizia que fue muy elogiado por la crítica de moda. Se trataba de una creación con aperturas y perlas incrustadas. También diseñó una colección inspirada en la serie Arde Madrid de Paco León. Ha vestido entre otros artistas a Aitana, Blas Cantó, Nathalie Pozaa o Asier Etxeandia. Ese mismo año, fue una de las invitadas al capítulo de estreno del concurso de talentos Maestros de la costura de La1 de RTVE.
Ha desarrollado su faceta de decoradora de interiores, realizando un proyecto de interiorismo en Málaga en 2018 y en Luxemburgo en 2020. En su faceta social, ha colaborado con Ayuda en Acción para un programa de becas comedor.
A inicios de 2020 fue diagnosticada con cáncer de mama, fue operada días después e inició tratamiento de radioterapia. En julio de 2020, luego de terminar sus sesiones, confirmó que el cáncer había sido curado.
A finales de 2020 gana el Premio Nacional de Diseño de Moda 2020 por "por combinar diseño de moda y pulso social, conectando con los movimientos y las prácticas artísticas contemporáneas. Amplía los cánones de belleza y refleja la cuestión de género y la diversidad del ser humano. Además, se valora su labor como maestra de las nuevas generaciones y la coherencia y continuidad de su trabajo".
En marzo de 2021 se confirmó su fichaje como jurado de Drag Race España, concurso español basado en el programa estadounidense RuPaul's Drag Race, emitido en Atresplayer Premium, junto a Javier Calvo y Javier Ambrossi y presentado por Supremme de Luxe. En 2024, continuó como parte del jurado en Drag Race España: All Stars.

## Filmografía

### Programas de televisión
| Año             | Programa                    | Canal               | Rol                |
| --------------- | --------------------------- | ------------------- | ------------------ |
| 2018            | Maestros de la costura      | La 1                | Invitada           |
| 2021 - presente | Drag Race España            | Atresplayer Premium | Miembro del jurado |
| 2024            | Drag Race España: All Stars | Atresplayer Premium | Miembro del jurado |

## Exposiciones
- Back to the Roots Instalación - Colectiva de Moda (Fundación Gabarrón- NY)
- 4EYES Video Arte - Colectiva de Moda (New York Public Library - NY)
- Hombre en falda Colectiva de Moda (El Casino de la Expo - Sevilla)
- La Moda y los Clásicos Colectiva de Moda (Museo Nacional del Teatro - Almagro)
- SkyLight Colectiva de Moda (Trump Soho - NY)
- Bipolar Instalación / escultura (Forum de las Culturas - Barcelona)
- Regret Instalación / escultura (MUSAC - León)
- Nancy se viste de moda Colectiva de Moda (Museo del Traje - Madrid)
- 20 Iconos del siglo XX Colectiva de Moda (Museo del Traje - Madrid)
- Not for Three Instalación - Video Arte (Real Fábrica de Tapices - Madrid)
- 21 Vueltas a un bolso Colectiva de Moda (IVAM - Valencia)
- Fahrenheit fotografía / video Arte (Casa de América - Madrid)
- Köning Video Arte (Circuit - Barcelona)
- Beat Video Arte (MACBA - Barcelona)
- Tras el espejo Colectiva de Moda (MNCARS - Madrid)
- La Celda de las Vanidades Instalación (Galería La Fábrica - Madrid)
- Music for Landscapes Instalación fotográfica (INJUVE - Madrid)
- 629227710 Fotografía (Casa de América - Madrid)
- 7 Mujeres Video Arte (Casa de América- Madrid)
- De 35 a 45 Fotografía (Casa de América - Madrid)
- 12 Retratos Fotografía (Canal de Isabel II, Casa de América, EFTI - Madrid)
- DA2 Diseño del merchandising del Museo de Arte Moderno de Salamanca
- Colectivas de Moda (Museo del traje, Casa Encendida, etc.)

## Premios
- Finalista Generación Joven Caja Madrid "12 Retratos" - 2001[33]
- Finalista Generación Joven Caja Madrid "De 35 a 45" - 2002
- L’Oréal Paris a la mejor colección joven "Eólica" Locking Shocking - Verano 2003
- Gran Prix Marie Claire - Mejor diseñador nacional - Locking Shocking - 2004.[34]
- Ingenio 400. Premio del público al video "Fahrenheit" - 2007
- L’Oréal Paris a la mejor colección de Cibeles "Reentry" - febrero de 2008.[35]
- Cosmopolitan Fun Fearless Female - Mejor diseñadora del año 2009.[36]
- CLM Diseño - Mejor diseñador del año 2009.[37]
- Medalla al Mérito de las Bellas Artes de Castilla La Mancha - Primera edición 2017.[38]
- MadWoman Award - Mejor diseñadora 2017.[39]
- Premio Nacional de Diseño de Moda (2020).[40]
- Medalla de Oro al Merito en las Bellas Artes (2021).[41]
- Premio de Cultura de la Comunidad de Madrid (2022).[42]
- Hija Predilecta de Castilla La Mancha (2023).[43]